# سیارک ۹۴۸۰
سیارک ۹۴۸۰ (به انگلیسی: 9480 Inti، نامگذاری:2553P-L) نه هزار و چهارصد و هشتادمین سیارک کشف شده‌است که در ۲۴ سپتامبر ۱۹۶۰ کشف شد.
قدر مطلق سیارک برابر ۱۳٫۳۰ است.